# Jejeo
El jejeo o heheo es un cambio fonético, que se da en algunas variedades del español, consistente en la reducción, es decir, elisión total o aspiración, del fonema /s/ en posición inicial de sílaba. Es un tipo de variación fonética relacionada con otros fenómenos más comunes y estudiados como pueden ser la aspiración de /s/ en final de sílaba, el llamado ceceo o seseo, y la distinción entre /s/ y /θ/.

## Ejemplos
En los siguientes ejemplos, se pueden observar diferentes casos de estas variantes, es decir, la aspiración (véanse ejemplos 1a y b), o la elisión total de /s/ en posición inicial de sílaba (véase 2a y b).  
1a) pero cahi todos (pero casi todos)
1b) el trabajo de hemento (el trabajo de cemento)
2a) en eøos años (en esos años)
2b) øe me hace que (se me hace que)
Tal y como podemos ver en estos ejemplos, este tipo de reducción se puede encontrar tanto al inicio de palabra (1b/2b) como a mitad (1a/2a), aunque siempre en posición prevocálica inicial de sílaba.

## Distribución geográfica
Este fenómeno no está concentrado en una zona delimitada sino más bien es amplio y disperso. La variación se ha documentado principalmente en el sur de la península ibérica (Sevilla, Cádiz, Málaga, y zonas puntuales de Huelva, Córdoba y Granada), ciertas zonas del norte de México, El Salvador, Honduras, Nicaragua, Cuba, la República Dominicana, Puerto Rico, y algunas áreas de Colombia, Venezuela, y Chile. Sin embargo, en cada uno de los lugares se puede dar con más o menos frecuencia, y su realización puede estar condicionada por diferentes factores.

## Homofonía
| Ejemplo n.º | Grafías | Transcripción fonética | Transcripción simplificada |
| ----------- | ------- | ---------------------- | -------------------------- |
| 3           | casa    | ['ka.xa]~['ka.ha]      | caja                       |

Como se puede observar en el ejemplo 3, pueden aparecer homófonos:
Caja. Recipiente que, cubierto con una tapa suelta o unida a la parte principal, sirve para guardar o transportar en él algo.
Casa: Edificio para habitar.
Caza: Búsqueda o persecución de aves, fieras y otras muchas clases de animales para cobrarlos o matarlos.
Sin embargo, esto no conlleva ningún problema para los hablantes de esta variedad, pues los elementos contextuales en los que se produce la oración dan suficiente evidencia para permitir al oyente desambiguar e identificar a qué término se refiere el hablante.

## Factores condicionantes
Entre los factores que han sido estudiados como condicionantes de esta variedad del español, encontramos aspectos como la posición de la palabra en la que se produce el fonema, la frecuencia léxica de la palabra en la que se encuentra, el acento silábico (si es una sílaba tónica o átona dentro de la palabra), o el contexto fonológico por el que está rodeada la variante. La tendencia en estudios sociolingüísticos muestra que el debilitamiento de /s/ ocurre cuando estaba seguida por una vocal no alta, en sílaba tónica, al igual que se destaca la importancia de las pausas que preceden al fonema.

## Reformulación del término
El término jejeo, comúnmente adoptado para referirse a la aspiración de /s/ en posición inicial de sílaba, ha sido ampliamente debatido y catalogado como inapropiado para referirnos a este fenómeno. A diferencia del seseo o ceceo, en los que se relaciona una variable establecida como pueden ser los sonidos /s/ o /θ/, al usar el término jejeo estamos asumiendo una sistematicidad en los hablantes que casi nunca se presenta, ya que el fenómeno sólo afecta a determinadas palabras y en muchas ocasiones no encontramos una consistencia en la misma palabra. Debido a la ortografía del término en sí, podemos encontrar tanto jejeo, como gegeo o heheo, aunque ninguno de ellos representa con fidelidad el fenómeno. La letra h no se suele pronunciar en la mayoría de las variedades del español, por lo que usarla para describir una aspiración no parece ser apropiado. En el caso de g, tampoco parece apropiado al pronunciarse como sonido gutural acompañado de ciertas vocales (a, o, u), y en el caso de la j, tampoco podemos decir que la aspiración de /s/ se incluya dentro del espectro de articulación de dicho fonema. De este modo, lo que parece más viable es usar 'reducción de /s/ en posición inicial', aunque carezca de formalismo, ya que dicha terminología incluye tanto la aspiración de /s/ como la elisión total.